# 710
710 (DCCX) var ett normalår som började en onsdag i den julianska kalendern.

## Händelser

### Okänt datum
- Naraperioden inleds i Japan.

## Födda
- Heliga Valborg, prinsessa av England och abbedissa vid klostret i Heidenheim an der Brenz.

## Avlidna
- Kakinomoto no Hitomaro, japansk författare
- Kejsar Zhongzong av Tang
- Shangguan Wan'er, kinesisk poet, författare och politiker.
- Kejsarinnan Wei